# Glintang
Glintang is een bestuurslaag in het regentschap Boyolali van de provincie Midden-Java, Indonesië. Glintang telt 2404 inwoners (volkstelling 2010).